# Jag kysste henne våldsamt
"Jag kysste henne våldsamt" är en låt av Anders F Rönnblom, utgiven på singel och LP 1980. Låten handlar om kärnkraftsomröstningen 1980, och är en antikärnkraftslåt.
LP- och singelversionerna är inte exakt likadana. Singelversionen är något uppoppad, medan LP-versionen är mer avskalad. Titeln är heller inte exakt densamma: LP-versionen, som finns på skivan Rapport från ett kallt fosterland, har tillägget "(23 mars 1980)", det vill säga datumet för kärnkraftsomröstningen.